# Belfast
Belfast (vagy írül Béal Feirste) az Ír-sziget második legnagyobb városa, Észak-Írország fővárosa. Az ír Béal Feirste elnevezés jelentése: „a Farset torkolata”. A város ma a Lagan folyó torkolatánál fekszik (a Farset a föld alá került), a Belfast Lough nevű öbölben.

## Éghajlata
| Hónap                         | Jan. | Feb. | Már. | Ápr. | Máj. | Jún. | Júl. | Aug. | Szep. | Okt. | Nov. | Dec. | Év   |
| ----------------------------- | ---- | ---- | ---- | ---- | ---- | ---- | ---- | ---- | ----- | ---- | ---- | ---- | ---- |
| Átlagos max. hőmérséklet (°C) | 7,9  | 8,3  | 10,2 | 12,4 | 15,4 | 17,9 | 19,7 | 19,3 | 17,1  | 13,6 | 10,3 | 8,2  | 13,4 |
| Átlagos min. hőmérséklet (°C) | 2,2  | 2,1  | 3,5  | 4,7  | 6,9  | 9,8  | 11,7 | 11,5 | 9,6   | 7,0  | 4,2  | 2,3  | 6,3  |
| Átl. csapadékmennyiség (mm)   | 90   | 65   | 78   | 65   | 63   | 67   | 66   | 86   | 77    | 98   | 96   | 92   | 944  |
| Havi napsütéses órák száma    | 41   | 65   | 95   | 140  | 182  | 152  | 149  | 140  | 114   | 85   | 52   | 34   | 1247 |
| Forrás: Met Office            |      |      |      |      |      |      |      |      |       |      |      |      |      |

| Hónap                                                                     | Jan.  | Feb.  | Már. | Ápr. | Máj. | Jún. | Júl. | Aug. | Szep. | Okt. | Nov. | Dec.  | Év    |
| ------------------------------------------------------------------------- | ----- | ----- | ---- | ---- | ---- | ---- | ---- | ---- | ----- | ---- | ---- | ----- | ----- |
| Rekord max. hőmérséklet (°C)                                              | 14,0  | 15,6  | 20,2 | 21,8 | 25,0 | 29,5 | 28,8 | 28,0 | 25,6  | 21,8 | 16,4 | 15,0  | 29,5  |
| Átlagos max. hőmérséklet (°C)                                             | 7,1   | 7,5   | 9,5  | 11,9 | 15,0 | 17,4 | 19,0 | 18,6 | 16,4  | 12,9 | 9,5  | 7,4   | 12,7  |
| Átlagos min. hőmérséklet (°C)                                             | 1,7   | 1,6   | 2,9  | 4,3  | 6,8  | 9,7  | 11,7 | 11,4 | 9,5   | 6,9  | 4,0  | 2,1   | 6,1   |
| Rekord min. hőmérséklet (°C)                                              | −12,8 | −11,1 | −9,9 | −5,1 | −2,8 | −1,2 | 2,2  | 2,3  | −0,5  | −3,0 | −8,6 | −14,9 | −14,9 |
| Átl. csapadékmennyiség (mm)                                               | 80    | 58    | 67   | 58   | 57   | 62   | 71   | 84   | 76    | 90   | 80   | 79    | 861   |
| Havi napsütéses órák száma                                                | 50    | 71    | 103  | 153  | 198  | 168  | 151  | 142  | 120   | 91   | 59   | 46    | 1352  |
| Forrás: Met Office NOAA (relative humidity and snow days 1961-1990), KNMI |       |       |      |      |      |      |      |      |       |      |      |       |       |

## A város története
Belfast története 1177-ig nyúlik vissza, amikor várat emeltek a tengeröböl partján. A 14. század elején a skót csapatok írországi hadjáratuk során elpusztították a várat. 1611-ben Írország angol helytartója újra várat emeltetett ezen a helyen, miközben sok angol és skót telepes érkezett a környékre. A város felvirágzását a halászat és a kereskedelem mellett a betelepülő francia hugenották által meghonosított lenipar hozta. A városban kezdte meg munkáját Írország első nyomdája 1690-ben és itt nyomtatták az ország első újságját.
A 19. században az elszegényedő nyugati területekről egyre több katolikus ír nincstelen érkezett a városba, hogy a textilüzemekben vagy a hajógyárakban találjon munkát. Ebben az időben a város lakossága 10 évente megduplázódott. A katolikusok egyenjogúsítása és az ír függetlenségi törekvések felerősödése a várost irányító protestáns (angol) vezető réteget a szegényebb katolikusok ellen fordították.
Az első világháborút megelőző hadi készülődés gazdagságot hozott a hajóépítő üzemeknek, ahol nemcsak hadihajók, de tengerjáró luxushajók is készültek. Belfast dokkjaiban készült többek között a Titanic is. A háború után megalakult az északír állam, amely tovább súlyosbította a helyzetet a katolikusok és protestánsok között. Ekkor már mindennaposakká váltak az utcai összetűzések, villongások és pogromok. Az 1960-as években kezdődött katolikus polgárjogi tüntetéseket az állam sorra leverte, ezért az 1970-es évek elején a legszélsőségesebb republikánusok (IRA) fegyveres gerillaharcba kezdtek. A városnak azon a részén, ahol a katolikus és protestáns negyedek találkoznak, állandóak lettek az utcai összetűzések és merényletek. Az akkor létesített hatalmas sorompók és szögesdrótok még a mai napig is láthatók Belfastban. Régebben éjjel-nappal katonai helikopterek járőröztek a város felett, de ma már jóval kevesebb katona és rendőr járőrözik az utcákon, amióta az 1990-es években beindultak a békefolyamatok.
2008-ra már Belfast békésebb várossá vált.

## Látnivalók Belfastban
Bár a legtöbb háború elkerülte a várost földrajzi fekvése miatt, azonban a második világháború folyamán, 1941-ben heves bombatámadások érték az iparvárost. Ennek ellenére a város főbb látnivalói épségben maradtak.
- City Hall (városháza)
- Grand Opera House (operaház)
- Crown Liquor Saloon (elegáns belvárosi kocsma)
- Albert Clock Tower (Albert-óratorony)
- Queen's University (a város egyeteme)
- Botanic Garden (park ritka növényekkel és üvegházakkal)

## Galéria

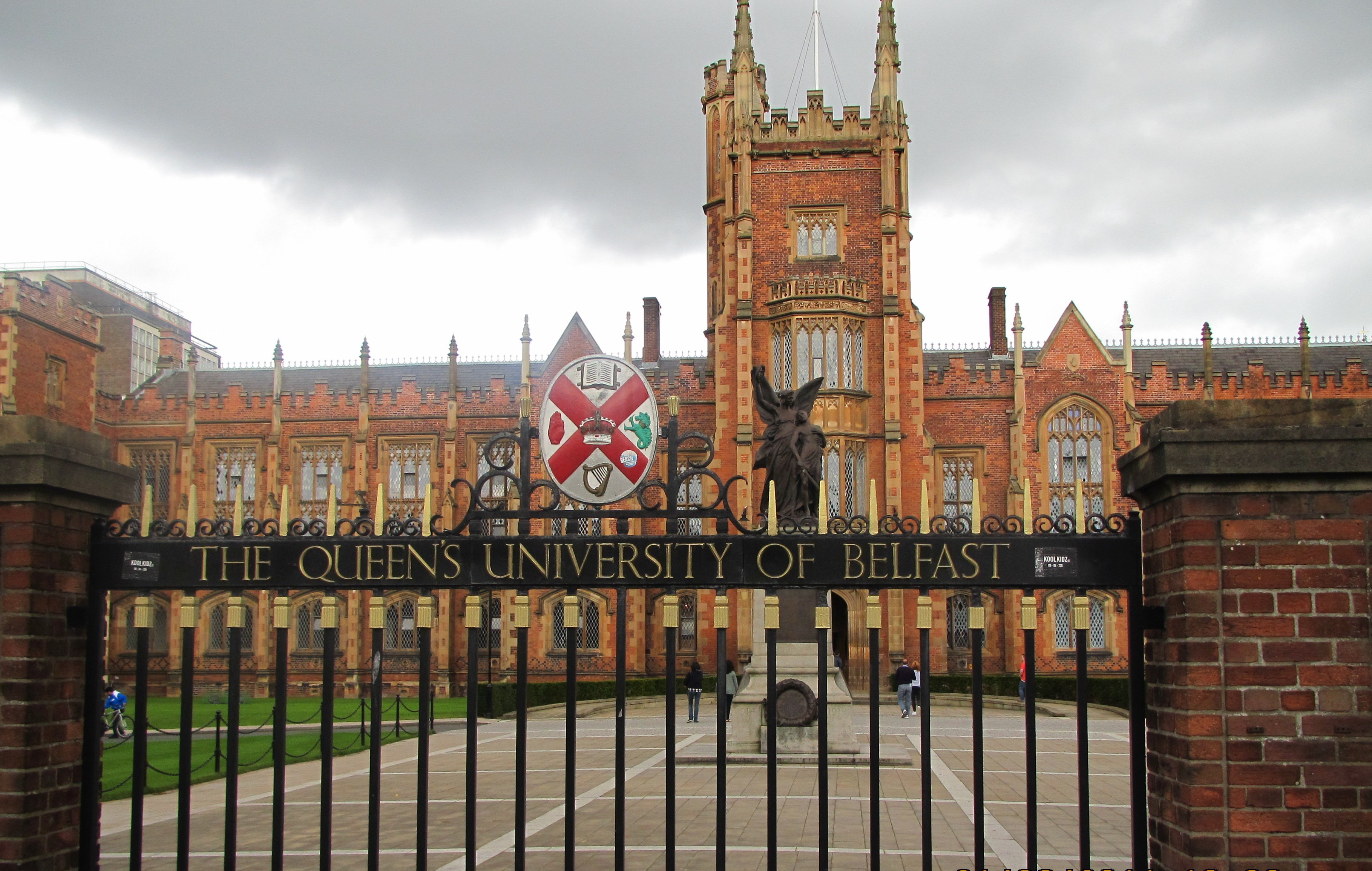
Queen's University, a város egyeteme
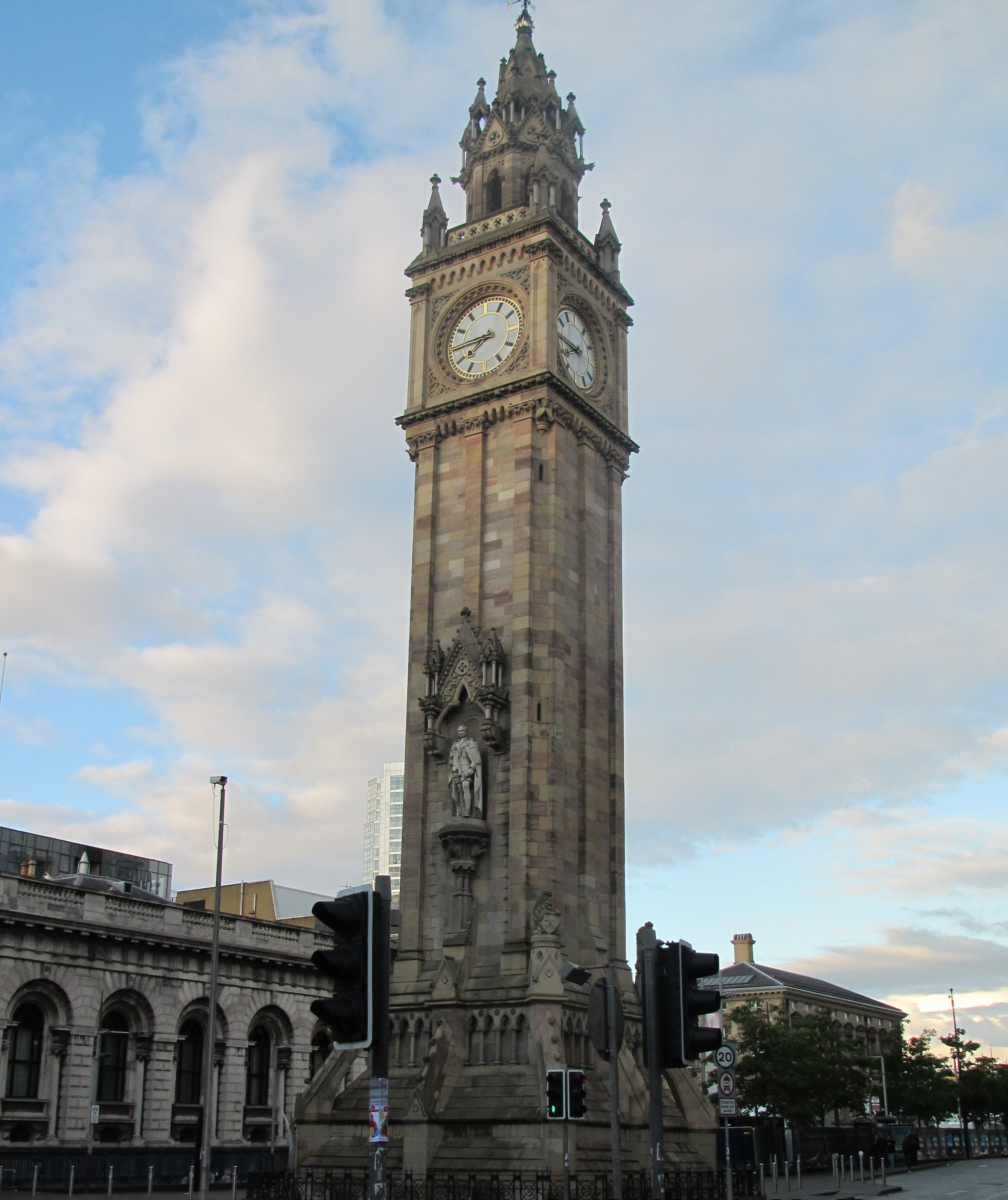
Albert-óratorony
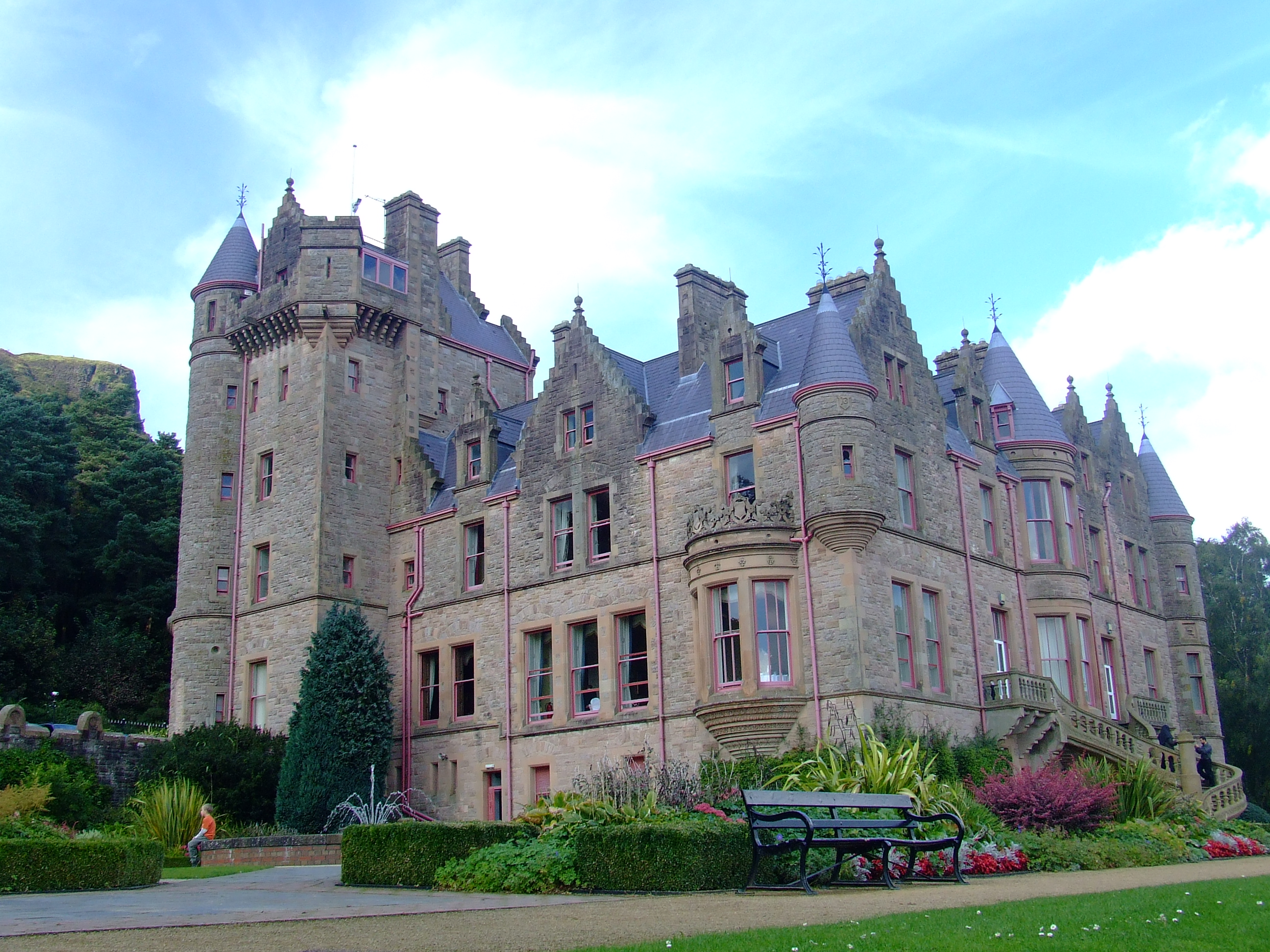
Belfast-várkastély
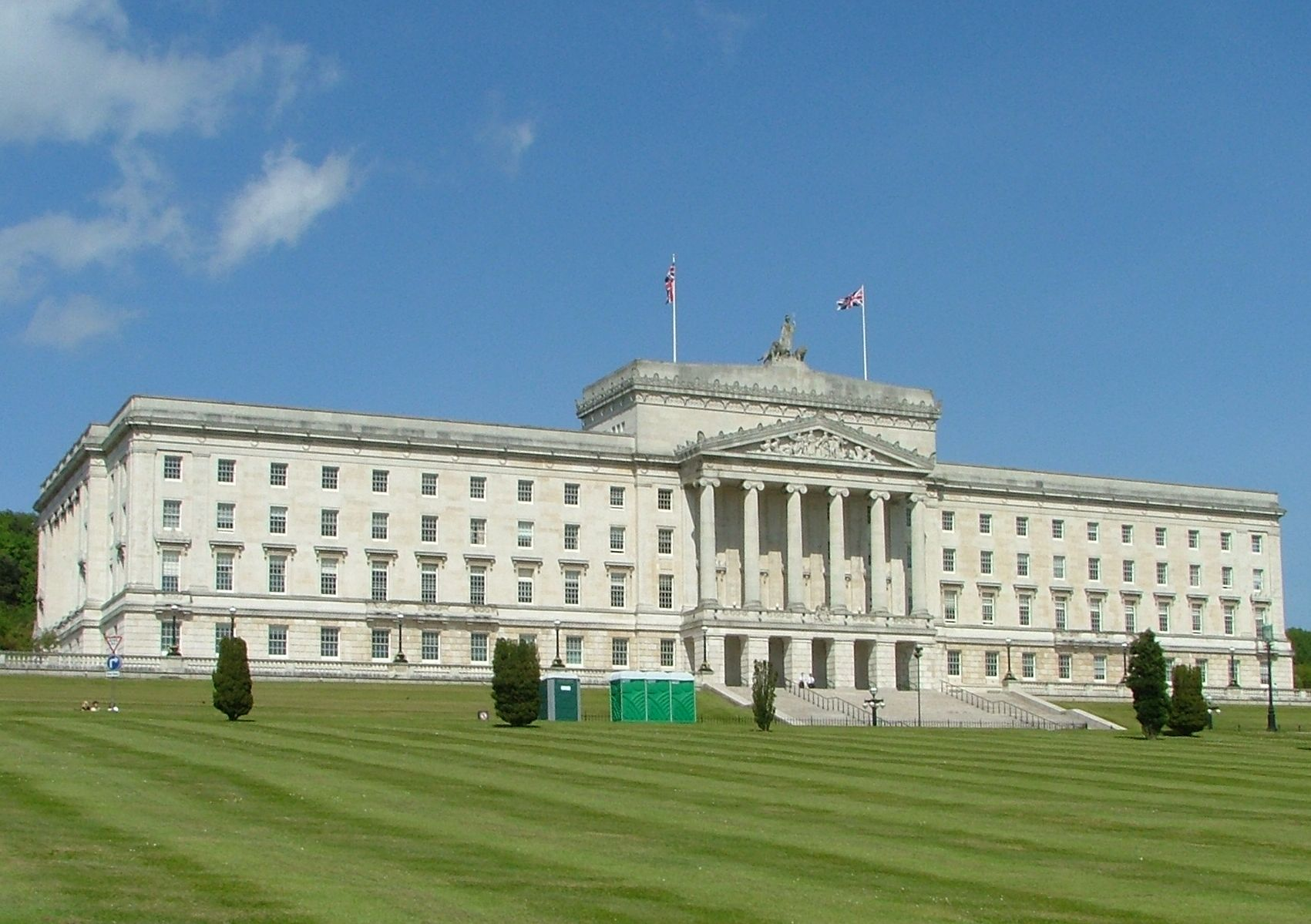
A Stormont-palota, a tartományi kormány székhelye
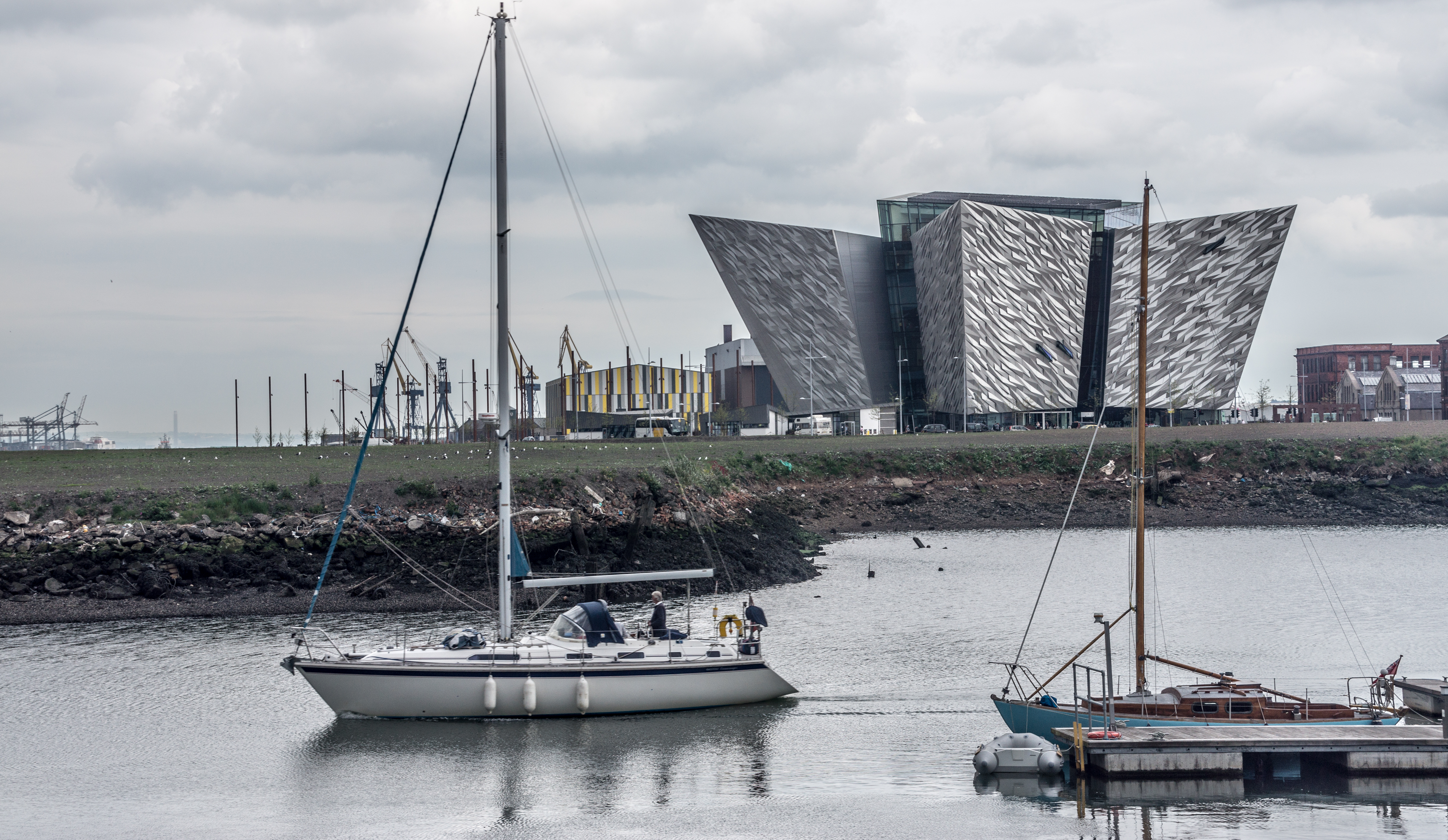
Titanic épület